# Garažna vrata
Garažna vrata su velika vrata na garaži koja se otvaraju ručno ili pomoću elektromotora (otvarača garaža). Garažna vrata su često dovoljno velika za smještaj automobila i drugih vozila. Mala garažna vrata mogu biti u jednoj ploči, koja se diže i spušta preko stropa garaže. Veća vrata obično su izrađena u nekoliko spojenih ploča koje se rolaju gore preko stropa garaže ili u svitak iznad vrata. Operativni mehanizam s oprugom ili protutežom za savijanje težine vrata kako bi se smanjio ljudski ili napor motora potreban za rad vrata. Rijetko se neka garažna vrata guraju ili ljuljaju vodoravno. Vrata su izrađena od drveta, metala ili stakloplastike, a mogu biti izolirana kako bi se spriječio gubitak topline.

## Opis
Starija tipična verzija nadzemnih garažnih vrata će se graditi u jednom komadu ploče, iako novije verzije nadzemnih garažnih vrata se danas grade od nekoliko ploča zglobno povezanih zajedno u rolu uz sustav staza koje su vođene valjcima. Težina vrata je uravnotežena bilo torzijskim oprugama ili oprugama na razvlačenje.

## Povijest
Povijest garažnih vrata datira još od 450 godina prije Krista, kada su kola bila pohranjena u kapijama, ali u SAD-u su nastala oko početka 20. stoljeća. Već 1902. godine, američki proizvođači-uključujući Cornell Iron Works-objavljuju kataloge koji sadrže  "plutače iznad vrata." Dokazi o garažnim vratima koja se podižu mogu se naći u katalogu u 1906.  Razvoj vrata je od tada napredovao. Prva jednodijelna drvena vrata u SAD-u datiraju od najmanje 1935, a prvi ih je izradio čovjek po imenu Rhead.

## Jedinstvena panel garažna vrata
Pojedinačna panel vrata su izrađena iz jedne monolitne ploče. Iz zatvorenog položaja jedne panele vrata se svijaju prema gore i odozgo sa zglobom na svakoj strani s potpuno otvorenim položajem. Nedostatak monolitnih panel vrata je da se svijanje luka vrata događa djelomično izvan garaže. To znači da se vozilo mora zaustaviti i parkirati nekoliko metara ispred vrata da izbjegne garažna vrata kada su otvorena. Pojedinačna panel vrata mogu biti instalirana da se preklapaju prema natrag u jednoj horizontalnoj stazi na svakoj strani s valjkom, montiranim na vrhu vrata na svakoj strani, sa zglobom na svakoj strani koji se montira na dno svake strane vrata garaže.

## Sekcijska garažna vrata
Sekcijska vrata obično su izrađena od tri do osam panela koja se guraju gore i iznad glave. Sekcijska vrata zauzimaju točno istu količinu unutarnjeg garažnog mjesta kao monolitna vrata. 
Sekcijska vrata imaju dvije prednosti u odnosu na jednopanelna monolitna vrata:
- Sekcijska vrata ne zahtijevaju bilo koji prostor izvan garaže za otvaranje. Vozilo se može parkirati u neposrednoj blizini garaže prije otvaranja vrata.
- Svaka ploča od sekcijskih vrata ima vlastiti priključak na stazi vrata. To povećava pouzdanost i robusnost u odnosu na monolitna vrata, koja su sa samo nekoliko traka vezana za cijelu ploču.

Sekcijska garažna vrata mogu biti izrađena od mnogih materijala, ali čelik, aluminij, drvo, bakar, staklo i vinil (polietilen) su najpopularniji materijali. Neki proizvođači koriste pjenastu umjesto poliuretan izolaciju unutar monolitne ploče i sekcijskih garažnih vrata.

#### Bočna klizna sekcijska garažna vrata
Zauzimaju puno prostora pod stropom garaže.Omogućuju brz pristup/ulaz u garažu.

## Garažna vrata na rolanje
Vrata na rolanje (rolo garažna vrata)  obično su izrađena od valovitog čelika. Ona se izrađuju kao pokrovni prozori i obložna vrata Mogu se koristiti i drugi materijali. (Npr. prozirne valovite stakloplastike) u kojima nije potrebna jaka otpornost na udarce. Nabori vrata štite od vanjskih utjecaja. Tipična rolo garažna vrata imaju unaprijed ugrađenu oprugu unutar mehanizma vrata. Opruga smanjuje napor potreban za otvaranje vrata. Većina rolo garažnih vrata u poslovnim prostorijama nemaju oprugu (osim u USA) i koriste ručno remenje i lančani sustav ili usmjereni motor za podizanje i spuštanje (zamotana i svijaju se prema dolje) vrata.Rolo garažna vrata nije moguće učinkovito izolirati.
U Velikoj Britaniji (i drugim dijelovima EU), "izolirana" valjak garažna vrata su ispunjena poliuretanskom pjenom za toplinsku i zvučnu izolaciju.
U pogledu toplinske izolacije, valjak vrata imau tipičnu izolacijsku vrijednost 09/04-02/05. Limena garažna vrata imaju tipičnu izolacijsku vrijednost 6,1-6,4. 
Za neka vrata je potrebno više toplinke izolacije, tu spadaju Sekcijska vrata, koja pružaju tipične izolacijske vrijednosti 2,7-1,3.

## Vrste garažnih vrata i materijala
- Čelična vrata su postala najčešći tip garažnih vrata. Moderna čelićna garažna vrata dolaze u raznim veličinama i stilovima, i mogu pružiti snagu i sigurnost, osim troškova konkurentnosti i - ako želite - značajnu izolacijsku vrijednost. Za potpunu sigurnost u najsnažnija vrata, spadaju vrata s dva ili tri sloja pocinčanog čelika s niskim kolosijek brojem (23-24 čeličnih ploča).
- Drvena garažna vrata su mnogo bolja po estetici, ali su skupa za održavanje  (jeftina drvena garažna vrata se mogu lako slomiti).
- Vrata od moderne, vrhunske stakloplastike i vinil garažna vrata su komplicirana, izrađena su od čelične jezgre staklenih vlakana ili vinil kože. Također su poliuretanski izolirani bazni dijelovi ili druge vrste pjenaste izolacije. Ova vrhunska vrata mogu zamijeniti čelična garažna vrata i biti realna imitacija drveta (tj. stakloplastike) ali ona su malo skuplja od čeličnih vrata.
- Tradicionalna aluminijska garažna vrata su jeftinija, svjetlija, nehrđajuća i ne stvaraju puno troškova za održavanje.

Ali i ona imaju mane:
- sklona su udubljivanju, jer nisu vrlo jaka.
- Energetski su neučinkovita (aluminij je vrlo vodljivi materijal). Moderna aluminijska-staklena vrata uključuju mnogo nedostataka tradicionalnih aluminijskih vrata.

## Izolacija i energetska učinkovitost
Postoje mnoge situacije – uglavnom kod garaža koje su uz kuću – gdje je važna izolacijska vrijednost i energetska učinkovitost kako bi se spriječili problemi pregrijavanja i zamrzavanja.
Neki proizvođači promoviraju vrlo visoke izolacijske vrijednosti za neke od njihovih garažnih vrata (R-15 na R-17); i to može biti istina, ali samo za neke središnje dijelove. Stvarna R-vrijednost - za cijelu kuću - često je 1/2 ili 1/3 od one koju reklamiraju. Također postoje garažna vrata koja nisu toplinski izolirana.

## Čelična konstrukcija
Čest materijal za nova garažna vrata je čelični lim formiran da izgleda kao ploča drvenih vrata. Čelična vrata su dostupna u neizoliranom, izoliranom i dvostrukom čeliku. Dizajnom oponašaju Carriage House vrata koja su postala popularna oko 2002, a mnogi proizvođači izrađuju vrata izvana od čelika, vinilnih ploča ili DecamTrim-om da im daju izgled drveta. Ekonomičnija alternativa za garažna vrata je čelična konstrukcija.

## Torzijska opruga mehanizma za dizanje
Sustav torzijske opruge se sastoji od jedne ili dvije čvrsto omotane opruge na čeličnoj osovini s kabelskim bubnjevima na oba kraja. Cijeli aparati imaju nosače na zidu iznad zaglavlja garažnih vrata i imaju tri potpore:  noseću ploču, centar s čelikom ili najlonskim ležajem i dva tanjura s krajem ležaja na oba kraja. Same opruge sastoje se od čelične žice sa stacionarnom kukom na jednom kraju i namotanom kukom na drugom kraju. Stacionarni stožac vezan je na središte noseće ploče. Navijanje stožca sastoji se od rupa svakih 90 stupnjeva za navijanje opruge i dva vijka koji pričvršćuju opruge na osovinu. Kao protutežu čeliku, kabeli drže valjke pri dnu na uglovima vrata, do ureza u kabelske bubnjeve. Kad su vrata podignuta, opruge se opuštaju i podižu vrata okretanjem osovine, čime se okreću kabelski bubnjevi, omataju se kabeli oko utora na kabelskim bubnjevima. Kad su vrata spuštena, kabeli se razmotavaju iz bubnjeva i opruge se motaju do pune napetosti.

##### Rok trajanja torzijske opruge
Proizvođači garažnih vrata obično proizvode garažna vrata koja su opremljena oprugama koje pružaju najmanje 10.000 do 15.000 ciklusa i imaju jamstvo tri do sedam godina. Jedan ciklus je jedno otvaranje i zatvaranje. Većina proizvođača nudi 30.000 opružnih ciklusa. Međutim, važno je zapamtiti da, ako se težina garažnih vrata povećava, dodavanjem stakla, dodatnom izolacijom, ili čak nekoliko slojeva boje, rok trajanja torzijske opruge može biti znatno manji. Osim toga, ako je okruženje vrlo vlažno, kao što su obalna područja, imaju znatno kraći rok trajanja, jer su sklona pucanju.
Ostali faktori poput lošeg održavanja garažnih vrata, labavih traka ili dijelova koja skraćuju torzijskoj opruzi vijek trajanja. Vlasnicima se savjetuje da izbjegavaju primjenu masti na vratima garažnih traka, jer to čini kotače "klizavim" i ležajeve klizavim. Samo ležajevi, okovi, i žice zahtijevaju podmazivanje.

##### Proširenje opruga mehanizma za dizanje
Proširenje opruge sustava, sastoji se od par izvora paralelnih horizontalnih traka. Sustav podignutih vrata i protuteže kabela izvodi se iz donjeg kuta zagrade preko remenica. Kad su vrata podignuta, opruge podižu vrata, kad pritisak popusti.

## Održavanje
Održavanje garažnih vrata je opisano u uputama proizvođača, a sastoji se od periodične provjere za pravilan rad, očevida dijelova i podmazivanja.

## Sigurnost
Garažna vrata mogu izazvati ozljede i oštećenja imovine (uključujući i skupe štete na samom ulazu) na nekoliko različitih načina. Najčešći uzroci ozljeda su iz sustava garažna vrata: su vrata koja padnu, uklještenja, nepropisno postavljanje otvarača za garažna vrata, pokušaji da ih sami popravite, bez odgovarajućeg znanja ili alata i popuštanje napetosti opruge (o produžetku opruge sustava).
Garažna vrata sa slomljenom oprugom ili slabom snagom opruge, mogu pasti. Zbog velike mase vrata mogu brzo pasti. Padanje garažnih vrata na čovjeka, može uzrokovati ozbiljne ozljede ili smrt.
Sekcije i valjci na garažnimk vratima predstavljaju veliku opasnost.  Djeca nikada ne bi trebala biti u blizini garažnih vrata.  Na ručnom pogonu garažnih vrata, ručke bi trebalo postaviti okomito.
Mehanička garažna vrata, mogu povlačenjem ili guranje ozlijediti ili ubiti i ljude i kućne ljubimce. Svi moderni otvarači su čvrsti prilikom otvaranja i zatvaranja vrata. Otvarač garažnih vrata koji se prodaje u SAD-u nakon 1992. godine zahtijeva sigurnosne senzore koji sprječavaju zatvaranje vrata. Postavke jačine čine da se vrata mogu zaustaviti ili preokrenuti na više od oko £ 20 (9,07 kg) otpora. Sigurnosne postavke treba postaviti maksimalno šest inča (15,24 cm) iznad tla. Mnoge ozljede i štete vezane za nekretninu mogu se izbjeći tako da se slijede ove mjere opreza.
Pojedini dijelovi, posebno opruge, kablovi, donji nosači i sidro ploče, nalaze se pod ekstremnim naponom. Ozljeda se može spriječiti ako su dijelovi pod naponom uklonjeni.
Produženi opružni sistem treba uvijek biti na distanci od sigurnosnog kabela, koji prolazi kroz sredinu opruge.  Produžni oprežni sistem predstavlja opasnost za prolaznike ako su kablovi, opruge i remenice pod naponom. Metalni dijelovi iz proširenja opružnog sustava odjednom mogu biti pokrenuti.

## Proizvodnja
U Hrvatskoj ne postoji proizvođač garažnih vrata, sva vrata se dolaze iz inozemstva, uglavnom engleski i njemački proizvođači ili u novije vrijeme jeftinije kineske varijante.